# Златоустова, Любовь Владимировна
Любо́вь Влади́мировна Златоу́стова (30 августа 1924, Чистополь, ТАССР — 30 мая 2011, Москва) — советский и российский лингвист, доктор филологических наук (1970), профессор (1977) филологического факультета Московского государственного университета имени М. В. Ломоносова. Специалист в области прикладной и экспериментальной фонетики русского языка. Член «Международной академии информатизации», член Международной комиссии по фонетике и фонологии, член Российской комиссии по фонетике и фонологии при РАН. Основатель научной школы экспериментальной фонетики в Московском университете.

## Биография
Л. В. Златоустова родилась 30 августа 1924 года в г. Чистополе (ТАССР). Отец, Владимир Иванович Златоустов, преподавал в Казанском государственном университете (КГУ), был руководителем отдела электрификации Госплана ТАССР, а с 1918 также возглавлял работу и по линии ликвидации безграмотности в ТАССР; мать, Александра Николаевна Златоустова, — филолог.
В 1943 году завершила образование в средней школе. В 1948 году окончила историко-филологический факультет Казанского государственного университета (специализация по кафедре общего и русского языкознания). В том же году поступила в аспирантуру при кафедре фонетики филологического факультета Ленинградского ордена Ленина государственного университета имени А. А. Жданова под руководством М. И. Матусевич. С 1951 год по 1955 год работала ассистентом, затем доцентом на кафедре общего и русского языкознания Казанского государственного университета.
В 1953 году защитила кандидатскую диссертацию «Фонетическая природа русского словесного ударения», данные которой были отражены в изданной позже в 1962 году монографии «Фонетическая структура слова в потоке речи», в которой исследовались акустические характеристики таких фонетических единиц, как слог, слово и фраза. В 1970 году была защищена докторская диссертация «Фонетические единицы русской речи» (одним из официальных оппонентов по докторской диссертации был Р. И. Аванесов), результаты которой представлены в изданной в 1981 году монографии «Фонетические единицы русской речи».
На формирование лингвистических взглядов Л. В. Златоустовой как специалиста в области экспериментальной фонетики русского языка оказали такие ученые, как Н. И. Толстой, Б. А. Ларин, Л. С. Зиндер, М. А. Матусевич, П. С. Кузнецов, Н. И. Жинкин, В. А. Звегинцев.
С 1964 года работала в отделении теоретической и прикладной лингвистики (кафедра структурной и прикладной лингвистики филологического факультета МГУ). В 1968 году возглавила межкафедральную Лабораторию фонетики и речевой коммуникации того же факультета. Именно за время руководства Л. В. Златоустовой данная Лаборатория стала широко известной в области изучения звучащей речи: активно проводились хоздоговорные работы (то есть проекты). На протяжении многих лет ею разрабатывался метод сегментации речи различных структурных единиц в области типологии фонетических слов в языках разных систем, проводились экспериментально-фонетические исследования в области ритмики русского стиха и пения, а также вместе с С. А. Крейчи анализировалась коммуникативная (сигнальная) система морских млекопитающих.
Работы, проведённые Златоустовой и под её руководством стали определяющими для обоснования возможности проведения экспертизы голоса и речи в интересах уголовного судопроизводства в СССР.
В 1980-е годы занимала должность заместителя декана филологического факультета МГУ по научной работе. В 1990-е годы и 2000-е годы читала лекции для аспирантов на кафедре прикладной и экспериментальной лингвистики Московского государственного лингвистического университета. В Московском университете читала следующие спецкурсы: «Просодия текста», «Фонетические стили звучащей речи», «Ритмика русского стиха», «Автоматическое распознавание и синтез речи», «Акустика речи».
В период работы на филологическом факультете МГУ Л. В. Златоустовой было подготовлено 25 кандидатов и 4 доктора наук. Имеет более 200 научных работ. Основные публикации связаны с акустическим и перцептивным анализом речи, а также с автоматическим её распознаванием. В 1971—1973 годах вместе с В. Г. Михайловым были созданы два Государственных стандарта «Передача речи по каналам радиотелефонной связи».

## Признание
В 2004 году издан сборник статей, посвящённый 80-летию учёного.
В 2024 году в МГУ к столетию Златоустовой была проведена научная конференция по общей и прикладной фонетике.

### В научных организациях
- Действительный член Международной академии информатизации
- член Президиума Акустического общества
- член Международной комиссии по фонетике и фонологии
- член Комиссии по фонетике и фонологии при РАН
- член специализированных советов по теоретической и прикладной лингвистике,
- член редколлегии реферативного журнала "Общественные науки в России, серия 6, «Языкознание»[3]

### Звания и награды[3]
- премия и медаль победителя соцсоревнования (1978)
- почетная грамота Верховного совета РСФСР (1980)
- медаль «Ветеран труда» (1987)[4]
- почетная грамота Минвуза России за разработку компьютерного учебника (1991)
- медаль «В память Москвы»
- нагрудный знак «225 лет МГУ»
- нагрудный знак Министерства высшего и среднего специального образования СССР «За отличные успехи в работе»
- бронзовая медаль ВДНХ СССР на выставке устройств автоматического распознавания речи
- нагрудный знак Минвуза СССР «За отличные успехи в работе»
- почетное звание «Заслуженный профессор МГУ» (1996)

## Основные работы

### Книги
- Златоустова Л. В. Фонетическая структура слова в потоке речи. Казань: Изд-во Казан. ун-та, 1962.
- Златоустова Л. В., Кодзасов С. В., Кривнова О. Ф., Фролова И. Г. Алгоритмы преобразования русских орфографических текстов в фонетическую запись М.: Изд-во Моск. ун-та, 1970.
- Златоустова Л. В. Фонетические единицы русской речи. М.: Изд-во МГУ, 1981.
- Златоустова Л. В., Потапова Р. К., Трунин-Донской В. Н. Общая и прикладная фонетика. М.: Изд-во МГУ, 1986.
  - 2-е изд., перераб. и доп.: Златоустова Л. В., Потапова Р. К., Потапов В. В., Трунин-Донской В. Н. Общая и прикладная фонетика. М.: Изд-во МГУ, 1997.
- Михайлов В. Г., Златоустова Л. В. Измерение параметров речи. М.: Радио и связь, 1987.

### Избранные статьи
- Златоустова Л. В. Изучение звучащего стиха и художественной прозы инструментальными методами // Контекст 76. М.: Наука, 1977.
- Златоустова Л. В. О единице ритма стиха и прозы // Актуальные вопросы структурной и прикладной лингвистики. М.: Изд-во Моск. ун-та, 1980.
- Златоустова Л. В. Интонация и просодия в организации текста // Звучащий текст. Сборник научно-аналитических обзоров. М.: ИНИОН АН, 1983.
- Златоустова Л. В. Универсалии в просодической организации текста (на материале славянских, германских и романских языков) // Вестник Моск. ун-та. Сер. 9. Филология. 1983. № 4.
- Златоустова Л. В. Роль фразовых акцентов в организации звучащего стиха // Русское стихосложение. Традиции и проблемы развития. М.: Наука, 1985.
- Zlatoustova L. V., Kedrova G. Y. Perceptive and acoustic characteristics of emotions: a typological research based on the material of languages with different structures // Proceedings of the 11th International Congress of Phonetic Sciences. V. 3. Tallinn, 1987.
- Златоустова Л. В. Русская просодия в стихе и пении // Языкознание в теории и эксперименте: сборник научных трудов (по материалам конференции «Актуальные проблемы общего и восточного языкознания»). М., 2002.
- Крейчи С. А., Златоустова Л. В. Влияние психофизиологического состояния личности на перцептивные и акустические характеристики речи // Сборник трудов XVI сессии Российского Акустического Общества. М.: ГЕОС, 2005. Том 3.
- Златоустова Л. В., Бархударова Е. Л., Князев С. В. Редукция гласных в конечных открытых безударных слогах после мягких согласных (лингвистический анализ и лингводидактические проблемы) // Актуальные проблемы фонетики. Материалы «круглого стола», посвященного 45-летию Российского университета дружбы народов. М., 2005.